# Frymburk
Frymburk (niem. Friedberg) – miasteczko (městys) i gmina (obec) w Czechach, w kraju południowoczeskim, w powiecie Český Krumlov. W 2022 roku liczyła 1304 mieszkańców.